# 沙汰始
沙汰始（さたはじめ）とは、室町幕府において将軍や管領、各機関で行われた政務（沙汰）開始のための儀式。

## 概要
室町幕府においては政務の儀礼化が進み、年中行事である恒例、補任・異動などに伴う臨時の沙汰始が実施された。
前者の式日は年始などに特定の日を定めて実施された。特に重要視されたのは将軍臨席による御前沙汰の沙汰始となる「御前沙汰始」であり、足利義満の時代以降は毎年2月17日を恒例の式日としていた。
他にも管領や政所・侍所・小侍所などでも同様の儀式が行われた。